# Далабай (рудник)
Далабай (рудник) – гірничодобувне підприємство в Жетисуській області Казахстану, створене для розробки дрібного золоторудного родовища.
Родовище Далабай відкрили ще на початку 1960-х років. В 1998-му тут запустили обладнання для купчастого вилуговування окислених руд потужністю 150 – 200 тисяч тон руди на рік. Втім, є відомості, що не пізніше 2001 року ця установка вже була законсервована.
В подальшому родовище перейшло під контроль зареєстрованої у Австралії компанії Central Asia Resources. В 2013-му видобуток, що ведеться відкритим способом, відновили. При цьому використовували збагачувальну фабрику, яка могла щодобово переробляти біля 1 тисячі тон руди з вилученням та аффінажем до 1 кг золота. Втім, станом на кінець 2014-го було видобуто лише 100 тисяч тон руди та отримано 140 кг золота.
Як засвідчують дані геоінформаційних систем, у другій половині 2010-х роботи на Далабай продовжувались, зокрема, з’явились нові кар’єри у північній та східній частинах родовища.